# Laura Escanes
Laura Escanes Espinosa (Barcelona, 13 de abril de 1996) es una modelo e influencer española.
En el mundo del modelaje es conocida por su trabajo con la marca Majorica y por haber desfilado en la 080 de Barcelona y en la New York Fashion Week para la marca Custo Barcelona. En 2018 lanzó un libro de poemas, Piel de letra.

## Biografía
Es hija de Carles Escanes y Anna Espinosa. Tiene un hermano pequeño llamado Albert. 
En 2015 comenzó la carrera de periodismo en la Universidad Ramon Llull, pero tuvo que abandonarla al no poder compaginar los estudios universitarios presenciales con su trabajo. En el año 2018 comenzó un grado en Comunicación en la Universidad Abierta de Cataluña (UOC) que incluye contenidos de periodismo, publicidad, relaciones públicas y comunicación audiovisual.
Creó su perfil de Instagram en 2012 por recomendación de su padre para compartir fotos de sus viajes. Desde entonces, ha ido ganado poco a poco popularidad en la red social, logrando el millón de seguidores en diciembre de 2019.
En 2015 colaboró con la marca de joyas mallorquina Majorica para la campaña publicitaria Why Not. En 2016 desfiló en la 080 Barcelona Fashion Week con la marca Custo Barcelona y ese mismo año debutó en la New York Fashion Week desfilando para la misma marca.
En noviembre de 2019 asistió como invitada a la Gala People in Red de la Fundación Lucha contra el Sida.
En marzo de 2022 fue premiada en la categoría Lifestyle en la primera edición de los Premios Idolo. En el mismo año participó como concursante del programa de Antena 3, El desafío, siendo la segunda influencer en concursar después de su amiga, María Pombo.
En junio de 2022 copresentó en Podimo junto a Risto Mejide el podcast "Cariño, ¿pero que dices?", dónde trataron temas de pareja y sentimentales. Su última emisión fue en septiembre del mismo año. 
En noviembre de 2022 la modelo presenta el podcast "Entre el cielo y las nubes", una idea original y producida por Antonio Castelo. El podcast es un encuentro de reunión con amigos y amigas de la modelo donde se habla de temas sociales de importancia. Escanes ha entrevistado a destacadas influencers como María Pombo, Dulceida o Jessica Goicoechea, además de celebridades como Pilar Rubio, Blanca Suárez o Chanel Terrero, entre otras artistas. En 2024, el pódcast alcanzó gran éxito, siendo reconocido con el premio Podcast Revelación en los Premios Ondas Globales del Podcast 2025.
Entre enero y marzo de 2023 se emite el programa El desafío, donde Escanes participó como concursante junto a Ana Guerra, Rosa López, Florentino Fernández o el expiloto de motociclismo Jorge Lorenzo, entre otras caras populares de la televisión nacional. La influencer se enfrentó a desafíos como aprenderse una coreografía de telas aéreas, bailar en patines sobre ruedas o la mítica prueba de la apnea dónde obtuvo el mejor tiempo de la edición. Finalmente ella quedó en tercera posición de la competición.
En febrero de 2023 se convierte en propietaria y administradora única de ‘La Tita Comunicación S.L.’, empresa que dirige y gestiona con el objetivo de prestar servicios de representación a medios de comunicación. Laura también sigue siendo accionista de ‘Tuyyoqué Studio S.L.’, empresa que pertenece a Risto Mejide, y por la cual se sigue gestionando el salón de belleza que abrió ella en 2020 en Madrid, llamado ‘Blondie’.
En 2023 se dio a conocer que Escanes sería la presentadora de La Travessa, un programa de telerrealidad de TV3 lanzado en octubre a través de su plataforma 3Cat.En diciembre de ese mismo año, presenta las Campanadas de Fin de año junto al cantante Miki Núñez para la misma cadena (TV3).

## Vida personal
Mantuvo una relación de dos años con el jugador de póker profesional Ferran Reñaga. Poco después de su ruptura, en 2015, comenzó una relación con el presentador de televisión y publicista Risto Mejide. Se casaron el 20 de mayo de 2017 en Mas Cabanyes. El 2 de octubre de 2019 tuvieron una hija, a la que llamaron Roma. Anunciaron su separación en septiembre de 2022.
Desde septiembre de 2022 hasta octubre de 2023 mantenía una relación con el cantante Álvaro de Luna.
Desde 2025 mantiene una relación con el esquiador alpino andorrano Joan Verdú.

## Filmografía

### Programas de televisión
| Año           | Título                   | Canal       | Notas                         |
| ------------- | ------------------------ | ----------- | ----------------------------- |
| 2017          | Planeta Calleja          | Cuatro      | Invitada                      |
| 2022          | Dulceida al desnudo      | Prime Video | Invitada                      |
| 2022          | La resistencia           | #0          | Invitada                      |
| 2022-2023     | El hormiguero            | Antena 3    | Invitada                      |
| 2023          | El desafío               | Antena 3    | Concursante (3.ª clasificada) |
| 2023-presente | La Travessa              | Cat 3 (TV3) | Presentadora                  |
| 2023-2024     | Campanadas de Fin de año | TV3         | Presentadora                  |

## Libros
- Escanes, Laura (2018). Piel de Letras. Editorial Aguilar. p. 176. ISBN 8403518854.

## Desfiles
- 2016: Barcelona Fashion Week con la marca Custo Dalmau.
- 2016: New York Fashion Week con la marca Custo Dalmau.